# Guadalupe Docampo
María Guadalupe Docampo (Buenos Aires, 8 de junio de 1984) es una actriz argentina de teatro, cine y televisión.

## Cine
| Año  | Título                    | Personaje                | Director                              |
| ---- | ------------------------- | ------------------------ | ------------------------------------- |
| 2005 | El custodio               | Guadalupe                | Rodrigo Moreno                        |
| 2008 | La sangre brota           | Romina                   | Pablo Fendrik                         |
| 2009 | Tetro                     |                          | Francis Ford Coppola                  |
| 2009 | La Tigra, Chaco           | Verónica                 | Federico Godfrid y Juan Sasiaín       |
| 2010 | Destiempo                 | Rocío                    | Sebastián Levy                        |
| 2010 | Antes                     | Ana                      | Daniel Gimelberg                      |
| 2011 | El agua del fin del mundo | Laura                    | Paula Siero                           |
| 2011 | Verdades verdaderas       | Claudia Carlotto (joven) | Nicolás Gil Lavedra                   |
| 2011 | El notificador            | Malena                   | Blas Eloy Martínez                    |
| 2012 | Errata                    | Alma / Bianca            | Iván Vescovo                          |
| 2013 | Mujer lobo                | Mujer lobo (joven)       | Tamae Garateguy                       |
| 2013 | Bomba                     | Novia                    | Sergio Bizzio                         |
| 2013 | Tiro de gracia            | Marisa                   | Nicolás Lidijover                     |
| 2014 | Entre Romina y el mundo   | Romina                   | Guadalupe Docampo                     |
| 2014 | Ahora es nunca            | Mujer / Musa             | Pablo Acosta Larroca y Nicolás Aponte |
| 2014 | Los nadies                | Natalia                  | Néstor Sánchez Sotelo                 |
| 2014 | Madre                     | Joaquina                 | Mariano Mouriño                       |
| 2015 | Choele                    | Kimey                    | Juan Sasiaín                          |
| 2015 | Noche de perros           | Angie                    | Nacho Sesma                           |
| 2015 | Testigo íntimo            | Violeta                  | Santiago Fernández Calvete            |
| 2015 | Toda la noche             | Guadalupe                | Jimena Monteoliva y Tamae Garateguy   |
| 2015 | Perfiles                  | Mariana Hessling         | Mauro Moreyra y María Liz Siccardi    |
| 2016 | Sol de enero              | Mujer de fantasía        | Maximiliano Cáceres                   |
| 2016 | El jugador                | Belén                    | Dan Gueller                           |
| 2018 | La casa del eco           | Ana                      | Hugo Curletto                         |
| 2019 | A oscuras                 | Ana                      | Victoria Chaya Miranda                |
| 2019 | Morirán los niños         | Mara                     | Bernardo Bronstein                    |
| 2019 | Infierno grande           | María                    | Alberto Romero                        |
| 2019 | Traslasierra              | Coqui                    | Pablo Sasiaín                         |
| 2020 | Las furias                | Lourdes                  | Tamae Garateguy                       |
| 2020 | La casa de los conejos    | Ana                      | Valeria Selinger                      |
| 2023 | Al impenetrable           | Lucía                    | Sonia Bertotti                        |
| 2024 | Lo que queda              | Gabi                     | Mariel Escobar                        |

## Televisión
| Año       | Título                         | Personaje           | Notas                                |
| --------- | ------------------------------ | ------------------- | ------------------------------------ |
| 1999-2000 | Después de clase               |                     |                                      |
| 2000      | Las tres mellizas              |                     |                                      |
| 2004      | MTV Globally Dismissed         |                     |                                      |
| 2009      | Ciega a citas                  | Catalina            |                                      |
| 2010      | Todos contra Juan 2            | Lucía               |                                      |
| 2011      | Gigantes                       | Adela               | Episodio: "Ferrocarriles argentinos" |
| 2012      | Los pibes del puente           | Yessy               |                                      |
| 2012      | Volver a nacer                 | Bianca              |                                      |
| 2012      | La viuda de Rafael             | Tania               |                                      |
| 2013      | Inconsciente colectivo         | Anahí               |                                      |
| 2014      | Coma, el amor te despierta     | Blanca              | Canal Acequia                        |
| 2015      | Historia de un clan            | Adela Pozzi         |                                      |
| 2016      | La última hora                 | Mey                 | Episodio: "La cabeza de novia"       |
| 2017      | Fanny, la fan                  | Mabel Rizzo (joven) |                                      |
| 2019      | Monzón                         | Sandra              | Episodio: "Primer round"             |
| 2022      | El marginal                    | Catalina            |                                      |
| 2022      | El secreto de la familia Greco | María Eugenia       |                                      |

## Teatro
| Año       | Obra                      | Personaje | Director                         | Teatro                   |
| --------- | ------------------------- | --------- | -------------------------------- | ------------------------ |
| 1999-2000 | La isla desierta          |           | Darío Levin                      |                          |
| 2000      | Un marido ideal           |           | Darío Levin                      |                          |
| 2002-2001 | La primera vez de mi hija |           | Jorge Ghío                       |                          |
| 2007      | Ñande I                   |           | Camilo Parodi y Violeta Zorrilla |                          |
| 2010      | El dibuk                  | Guitel    | Salomón An-Ski                   | Teatro San Martín        |
| 2012      | Las descentradas          | Gracia    | Eva Halac                        | Teatro Regio             |
| 2014-2015 | Los días después          | Ema       | Victoria Almeida                 | El Camarín de las Musas  |
| 2016      | La academia               |           | Milva Leonardi y Marta Salinas   | Centro Cultural Recoleta |

### Otros créditos
| Año  | Obra              | Rol                    | Teatro          |
| ---- | ----------------- | ---------------------- | --------------- |
| 2020 | Las chicas de tía | Directora y dramaturga | Teatro Timbre 4 |

## Publicidad
- 2000: Fuegos artificiales Júpiter
- 2000: Lionel´s
- 2003: Fanáticas, Cofler, Arcor
- 2004: Leny LOVE, Movistar
- 2004: Parejita, telefónica CrossFone
- 2005: No te arrugues, crema Hinds
- 2006: Close Up, Brasil
- 2006: Fonomanía de galletitas Dasone, México
- 2006: M&M, EE. UU.
- 2006: Pantene, Reino Unido
- 2007: Care Free
- 2008: cepillos dentales Pro de Gillette
- 2008: yogur Arla, Finlandia
- 2008: Alguien a quien querer
- 2008: Doxtrán analgésico
- 2008: MetLife, película «director técnico»
- 2008: Superpréstamos de banco Santander